# Salamandra (banda)
Salamandra es un grupo paraguayo de rock latino, pop rock y folk rock , nacido en la ciudad de Ypacaraí en el año 2000. En más de 20 años de trayectoria editaron 5 álbumes de estudio, 2 álbumes en vivo y 1 EP; además de haber girado varias veces por Paraguay, Argentina y México.

## Historia

### Formación y primeros años
La banda se formó en agosto de 2000 en la antigua estación del ferrocarril de Ypacaraí. Su nombre surgió a raíz de la presencia de salamandras en el lugar, lo que disparó su inspiración estética. En 2004 lanzaron el demo y EP Cianuro, con temas como “Té de Cianuro” y “Estás”, que se convirtieron en clásicos de su repertorio.

### Proyecciones nacionales e internacionales (2005–2017)
En 2005 participaron en la semifinal del concurso “Quiero tocar en Pilsen Rock”, preludio de actuaciones en festivales nacionales y giras por Argentina y México.
En 2010 publicaron su primer álbum de estudio, Todo en tu cabeza, consolidando su identidad con melodías de rock con raíces folk. Le siguió Salamandra acústico (2011), que capturó su característica intimidad en vivo.

### Consolidación (2013–2022)
Publicaron los discos Vamos de gira (2013) y Alma en peña (2015). El sencillo “Solito” obtuvo una destacada difusión radial y digital.
En 2017 lanzaron El inconsciente roba discos, seguido por giras nacionales e internacionales. Su quinto disco, Corazón de hierro, fue publicado el 7 de octubre de 2022. Este disco fue producido por El Chávez, grabado en Ciudad Nueva y masterizado en Buenos Aires por Rolando Obregón.

## Estilo y legado
Su música fusiona el rock moderno con elementos melódicos y rítmicos del folk paraguayo. Su lírica aborda el amor, la pérdida y la introspección.
Salamandra ha sido telonera de artistas como Guns N’ Roses y Charly García, y se ha presentado en escenarios nacionales como el Festival del Lago de Ypacaraí.

## Discografía

### Álbumes de estudio
- Todo en tu cabeza (2010)
- Vamos de gira (2013)
- Alma en peña (2015)
- El inconsciente roba discos (2017)
- Corazón de hierro (2022)

### Álbumes en vivo
- Salamandra acústico (2011)
- Lados B (2020)

### EP
- Cianuro 20 años (2024)
- Cianuro (2004 - Relanzamiento digital 2019)